# Cloreto de mercúrio(II)
Cloreto de mercúrio (II) ou cloreto mercúrico (também chamado sublimado corrosivo), é o composto químico com a fórmula HgCl2. Este sólido branco cristalino é um reagente laboratorial.  Ele foi usado mais largamente em muitas aplicações, incluindo as medicinais, entretanto, é uma das mais tóxicas formas do elemento mercúrio pela sua solubilidade em água em relação a outros compostos de mercúrio.